# Marian Żybułtowski
Marian Żybułtowski ps. „Wacław Swirski” (ur. 23 stycznia 1889 w Częstochowie, zm. 20 sierpnia 1936 w Dęblinie) – major saperów inżynier Wojska Polskiego, działacz niepodległościowy, kawaler Orderu Virtuti Militari.

## Życiorys
Urodził się 23 stycznia 1889 w Częstochowie, w rodzinie Marcelego (1851–1928) i Wiktorii ze Sroczyńskich (1850–1929). Był starszym bratem Jana Oktawiana (1891–1969). 
Wykształcenie elementarne otrzymał w domu. Do szkół średnich uczęszczał w Warszawie. W 1905 wziął udział w strajku szkolnym. W 1912 wyjechał do Wiednia, gdzie studiował na wydziale inżynierii. W 1914 został zmobilizowany do armii rosyjskiej. Po ukończeniu szkoły oficerskiej w Kazaniu został mianowany chorążym. Po rewolucji lutowej działał czynnie w Związku Wojskowych Polaków w Odessie, a później został skierowany do II Korpusu Polskiego w Rosji. W bitwie pod Kaniowem (11 maja 1918) dostał się do niemieckiej niewoli, z której zbiegł i wstąpił do Polskiej Organizacji Wojskowej. W Niżnym Nowogrodzie został aresztowany przez bolszewików i do połowy grudnia 1918 był więziony w Moskwie. Po ucieczce z więzienia i powrocie do kraju został przyjęty do Wojska Polskiego .
16 października 1919 otrzymał przeniesienie z 4 pułku piechoty Legionów do batalionu mostowego. 13 czerwca 1920 pod wsią Makalewicze w czasie odwrotu spod Kijowa został ciężko ranny. Z niezaleczoną raną wrócił na front .
W czerwcu 1921 służył w II batalionie saperów, a jego oddziałem macierzystym był 4 pułk saperów w Sandomierzu. 3 maja 1922 został zweryfikowany w stopniu kapitana ze starszeństwem z dniem 1 czerwca 1919 i 49. lokatą w korpusie oficerów inżynierii i saperów. W 1923 był odkomenderowany na Politechnikę Lwowską celem ukończenia studiów. Ukończył studia na wydziale komunikacji  i kontynuował służbę w macierzystym pułku. W styczniu 1927 został przeniesiony z Szefostwa Saperów Okręgu Korpusu Nr VI we Lwowie do batalionu mostowego w Kazuniu na stanowisko zastępcy dowódcy batalionu. 12 kwietnia 1927 został mianowany majorem ze starszeństwem z dniem 1 stycznia 1927 i 6. lokatą w korpusie oficerów piechoty. W grudniu 1927 został przeniesiony do kadry oficerów saperów z równoczesnym przydziałem do Instytutu Badań Inżynierii na stanowisko referenta. Do 1 września 1928 był słuchaczem I Kursu doskonalenia oficerów sztabowych saperów przy Oficerskiej Szkole Inżynierii. Z dniem 1 stycznia 1930 został przeniesiony z Instytutu Badań Inżynierii (przydzielony do Ministerstwa Robót Publicznych) do Komisji Fortyfikacyjnej na stanowisko kierownika robót. W czerwcu 1930 został zwolniony z zajmowanego stanowiska i pozostawiony bez przynależności służbowej z równoczesnym przeniesieniem do dyspozycji dowódcy Okręgu Korpusu Nr I. Z dniem 31 lipca 1931 został przeniesiony w stan spoczynku.
Po zwolnieniu ze służby został zatrudniony w Szefostwie Budownictwa Okręgu Korpusu Nr I . Równocześnie był członkiem Podkomisji 2-go Korpusu w Komitecie Krzyża i Medalu Niepodległości. 3 czerwca 1932 został wybrany na funkcję wiceprezesa Zarządu Głównego Związku Kaniowczyków i Żeligowczyków. Od 1 września tego roku pracował jako nauczyciel w Liceum i Szkole Handlowej im. Kaniowczyków i Żeligowczyków. W 1934 pozostawał w ewidencji Powiatowej Komendy Uzupełnień Warszawa Miasto III. Posiadał przydział do Oficerskiej Kadry Okręgowej Nr I. Był wówczas „przewidziany do użycia w czasie wojny”. 20 sierpnia 1936 zmarł tragicznie w Dęblinie .
Marian Żybułtowski był żonaty z Jadwigą Anną Kuczyńską z domu Powierza (1886–1976).

## Ordery i odznaczenia
- Krzyż Srebrny Orderu Wojskowego Virtuti Militari nr 3215 – 19 września 1922[21][3][22]
- Krzyż Niepodległości – 17 września 1932 „za pracę w dziele odzyskania niepodległości”[23]
- Krzyż Walecznych[24][25]
- Złoty Krzyż Zasługi[25]
- Medal Pamiątkowy za Wojnę 1918–1921[25]
- Medal Dziesięciolecia Odzyskanej Niepodległości[25]
- Odznaka Pamiątkowa Więźniów Ideowych[2]
- Odznaka za Rany i Kontuzje z jedną gwiazdką[26]
- Medal Zwycięstwa[24][25]
- łotewski Medal 10 Rocznicy Wojny Niepodległościowej – 1929[27]